# Nakpadon
Il Nakpadon o anche Nikpadon è un veicolo trasporto truppe sviluppato e costruito in Israele che si trova attualmente in servizio nelle forze armate israeliane. Sviluppato sulla base del Nagmashot fu introdotto nel 1990 ed è anche stato impiegato nel sud del Libano.
Come è avvenuto per molti veicoli corazzati israeliani, anche questi veicoli sono stati ricavati modificando gli scafi dei carri Centurion, già precedentemente modificati quando da questi mezzi erano stati ricavati i Nagmashot. Rispetto ai Nagmashot i Nakpadon dispongono di corazze reattive di ultima generazione e di un livello di protezione maggiore. I veicoli sono inoltre dotati di quattro mitragliatrici FN MAG GPMG ed un mortaio da 40 mm.